# 2018年冬季奥林匹克运动会新加坡代表团
2018年冬季奥林匹克运动会新加坡代表团是新加坡所派出的2018年冬季奥林匹克运动会代表团。这是新加坡首次参加冬季奥林匹克运动会。
2018年1月10日，前乒乓球运动员陈佩芬获任命为新加坡代表团团长。

## 短道速滑
新加坡短道速滑运动员吴琪雁（Cheyenne Goh）凭借2017–18赛季短道速滑世界杯上的表现获得女子1500米项目的奥运资格，既成为史上首位获得冬奥资格的新加坡运动员，也成为史上首位获得短道速滑奥运资格的东南亚运动员。
| 运动员 | 项目         | 小组赛   | 小组赛 | 半决赛 | 半决赛 | 决赛   | 决赛   |
| 运动员 | 项目         | 时间     | 排名   | 时间   | 排名   | 时间   | 排名   |
| ------ | ------------ | -------- | ------ | ------ | ------ | ------ | ------ |
| 吳琪雁 | 女子1500公尺 | 2:36.971 | 5      | 未晋级 | 未晋级 | 未晋级 | 未晋级 |